# Cacatoès à huppe jaune
Cacatua galerita
Espèce
Statut de conservation UICN

 LC  : Préoccupation mineure
Statut CITES
Répartition géographique
Le Cacatoès à huppe jaune (Cacatua galerita) est une espèce d'oiseaux de la famille des Cacatuidae. C'est l'un des plus grands et des plus répandus cacatoès australiens. 
Il est fréquemment recherché comme animal de compagnie en et hors d'Australie. Mais, en liberté, il est souvent abattu et empoisonné car considéré comme nuisible. En effet, en bandes ou solitaire, il peut s'attaquer aux récoltes de céréales et de fruits, ainsi qu'au bois des arbres, des abris de jardins ou des maisons. Toutefois il faut, pour les détruire, une autorisation du gouvernement australien car ce sont des animaux protégés.

## Description
Cet animal mesure de 45 à 50 cm de longueur et pèse de 800 à 900 g. Son plumage est blanc, avec une grande huppe érectile orientée vers l'arrière au repos, d'un jaune soutenu. Le dessous des ailes et de la queue est jaune clair. Il a un bec d'un gris très foncé, presque noir. Les deux sexes sont semblables quoique la femelle soit plus petite et que les yeux ne soient pas tout à fait de la même couleur : d'un brun tirant sur le rouge chez la femelle, sur le noir chez le mâle. C'est un animal bruyant aussi bien en vol, le matin et le soir lorsqu'il va se nourrir, qu'au repos. Cet animal possède une espérance de vie presque équivalente à celle d'un humain, environ 80 ans. Il pourrait presque vous tenir compagnie tout le long de votre vie.

## Distribution et habitat
C'est un animal que l'on trouve surtout en Australie : sur la partie Nord et Est du continent et en Tasmanie ainsi qu'en Nouvelle-Guinée et dans les îles Aru.

Animaux de compagnie, un certain nombre d'entre eux se sont échappés et ont créé des colonies accidentelles autour de Perth, en Australie-Occidentale, en Nouvelle-Zélande et en Indonésie.
Ce sont des oiseaux sédentaires vivant en grandes bandes en dehors de la période de reproduction dans toutes les régions boisées et surtout au voisinage de l'homme.

## Alimentation

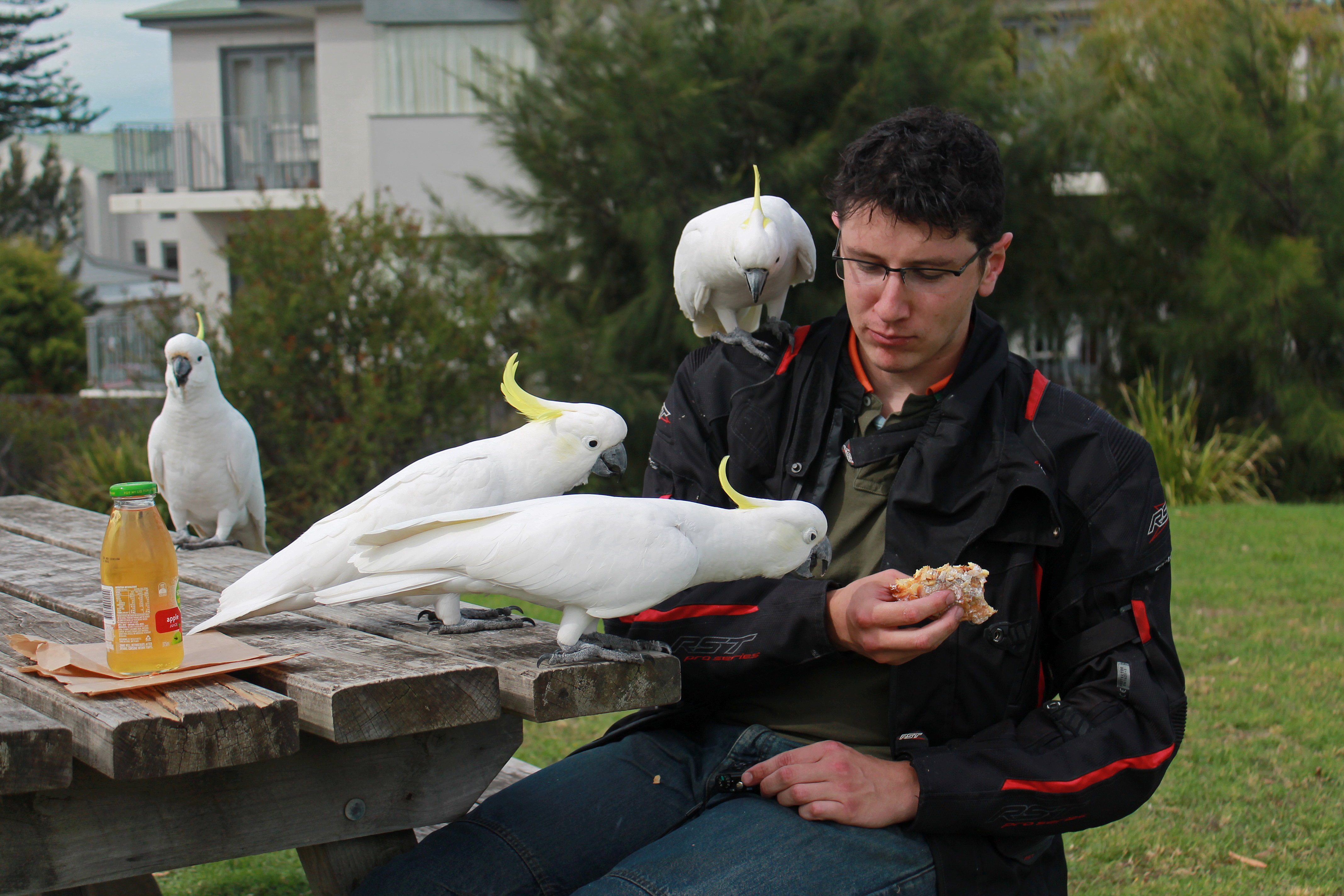
Comportements intrusifs.

Le cacatoès à huppe jaune se nourrit essentiellement de baies, de graines, de fruits à coque et de racines. Son régime alimentaire est omnivore. Un  individu perché au sommet d'un arbre assure la surveillance au profit du groupe en train de se nourrir.
En milieu urbain, des observations ont montré que les cacatoès à huppe jaune sont capables d'ouvrir les poubelles en soulevant leur couvercle et en picorant leur contenu, un comportement appris par mimétisme en observant leurs congénères. À Sydney, la compétition qui s'ensuit entre les oiseaux et les gens a fait émerger une course à l'innovation. En effet, face au désordre et aux saletés générés par les oiseaux, les habitants ripostent tout en essayant de ne pas gêner la collecte des ordures : effarouchement des oiseaux à l'aide de serpents factices, protection des couvercles grâce à des poids comme des briques et blocage du loquet grâce à des bouteilles vides ou de vieilles chaussures. Mais les  cacatoès qui parviennent à déjouer les pièges sont rapidement imités par leurs congénères. L'escalade qui en découle est une mise en pratique de l'hypothèse de la reine rouge.

## Reproduction

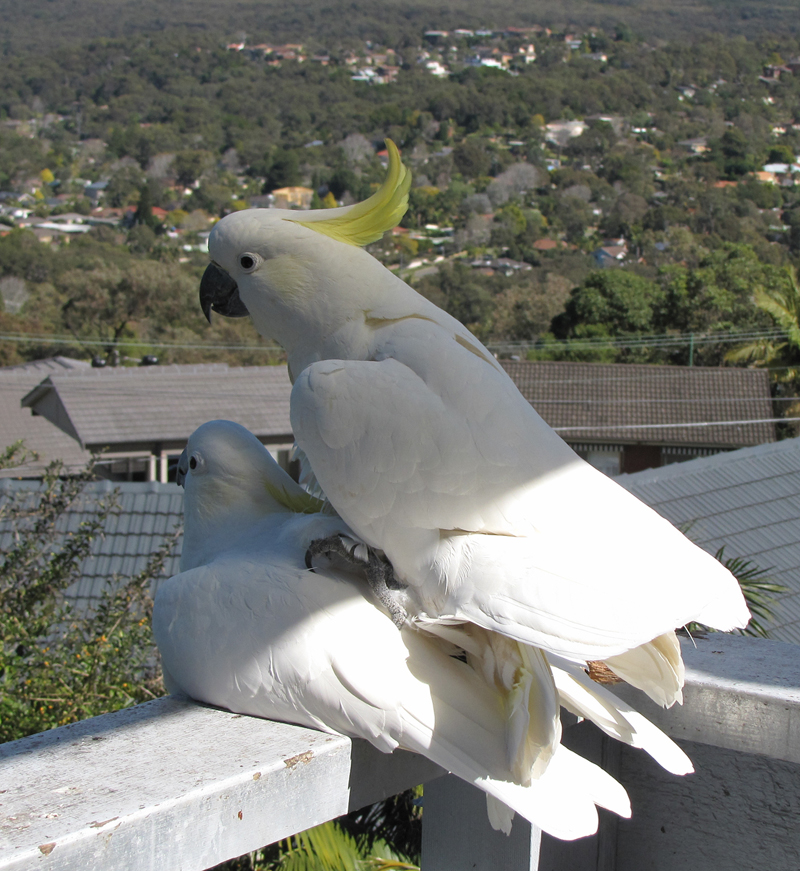
Accouplement.

La reproduction a lieu d'août à janvier dans le Sud et de mai à septembre dans le Nord. La femelle pond de un à trois œufs dans un nid fait par les deux parents dans une cavité d'un arbre. Les œufs sont couvés trente jours à tour de rôle et les jeunes restent au nid 60 à 70 jours avant de pouvoir voler. Ils resteront avec leurs parents pendant leur première année d'existence.

## Sous-espèces
Selon la classification de référence du Congrès ornithologique international (15.1, 2025) il se répartit en quatre sous-espèces :
- Cacatua galerita triton (Temminck, 1849) — Nouvelle-Guinée et Nouvelle-Bretagne ;
- Cacatua galerita eleonora (Finsch, 1863) — îles Aru ;
- Cacatua galerita fitzroyi (Mathews, 1912) — nord de l'Australie ;
- Cacatua galerita galerita (Latham, 1790) — de la péninsule du cap York à la Tasmanie.

## Captivité
Les couples sont fidèles mais le gros problème de ce perroquet est l'agressivité du mâle envers la femelle qui peut aller jusqu'à la mort.